# Djebel Bou Amoud
Djebel Bou Amoud är en ås i Algeriet.   Den ligger i provinsen Naama, i den nordvästra delen av landet, 600 km sydväst om huvudstaden Alger.